# Kōji Sasaki
Kōji Sasaki (佐々木 康治?, Sasaki Kōji; 30 gennaio 1936) è un ex calciatore giapponese, di ruolo attaccante.